# فيرتون (نيوجيرسي)
فيرتون (بالإنجليزية: Fairton CDP, New Jersey)‏ هي منطقة سكنية تقع بولاية نيوجيرسي في الولايات المتحدة. تبلغ مساحتها 7.739 كم2، وترتفع عن سطح البحر 8 م، بلغ عدد سكانها 1,264 نسمة في عام 2010 حسب إحصاء مكتب تعداد الولايات المتحدة وتصل الكثافة السكانية فيها 163.3 نسمة لكل كيلومتر مربع (422.9/ميل2).

## التركيبة السكانية
حدّد مكتب تعداد الولايات المتحدة بيانات التركيبة السكانية لفيرتون في تعداد الولايات المتحدة. في ما يلي، التركيبة السكانية حسب تعدادي 2000 و2010.

### تعداد عام 2000
بلغ عدد سكان فيرتون 2,253 نسمة بحسب تعداد عام 2000، وبلغ عدد الأسر 474 أسرة وعدد العائلات 334 عائلة مقيمة في المنطقة السكنية. في حين سجلت الكثافة السكانية 291.1 نسمة لكل كيلومتر مربع (753.9/ميل2). وبلغ عدد الوحدات السكنية 511 وحدة بمتوسط كثافة قدره 66 لكل كيلومتر مربع (170.9/ميل2).
وتوزع التركيب العرقي للمنطقة السكنية بنسبة 61.43% من البيض و33.38% من الأمريكيين الأفارقة و2.35% من الأمريكيين الأصليين و1.20% من الأمريكيين ذوي الأصول الآسيوية و0.18% من الأعراق الأخرى و1.46% من عرقين مختلطين أو أكثر و11.54% من الهسبانيون أو اللاتينيون من أي عرق.
بلغ عدد الأسر 474 أسرة كانت نسبة 32.3% منها لديها أطفال تحت سن الثامنة عشر تعيش معهم، وبلغت نسبة الأزواج القاطنين مع بعضهم البعض 53% من أصل المجموع الكلي للأسر، ونسبة 11.8% من الأسر كان لديها معيلات من الإناث دون وجود شريك، بينما كانت نسبة 5.7% من الأسر لديها معيلون من الذكور دون وجود شريكة وكانت نسبة 29.5% من غير العائلات. تألفت نسبة 24.9% من أصل جميع الأسر من عدة أفراد يعيشون في نفس المنزل ونسبة 11.4% كانت تتألف من شخص يعيش بمفرده يبلغ من العمر 65 عاماً أو أكثر. وبلغ متوسط حجم الأسرة المعيشية 2.46، أما متوسط حجم العائلات فبلغ 2.92.
بلغ العمر الوسطي للسكان 36.4 عاماً. وكانت نسبة 11.5% من القاطنين تحت سن الثامنة عشر، وكانت نسبة 3.7% بين الثامنة عشر والرابعة والعشرين عاماً، ونسبة 14.3% كانت واقعةً في الفئة العمرية ما بين الخامسة والعشرين والرابعة والأربعين عاماً، ونسبة 14.6% كانت ما بين الخامسة والأربعين والرابعة والستين، ونسبة 7.7% كانت ضمن فئة الخامسة والستين عاماً فما فوق. يوجد لكل 100 أنثى 91.8 ذكر، ويوجد لكل 100 أنثى في الثامنة عشر من عمرها فما فوق 91.6 ذكر.
بلغ متوسط دخل الأسرة في المنطقة السكنية 37,962 دولارًا، أما متوسط دخل العائلة فبلغ 41,000 دولارًا. وكان متوسط دخل الذكور 30,750 دولارًا مقابل 25,326 دولارًا للإناث. وسجل دخل الفرد الخاص بالمنطقة السكنية 20,005 دولارًا. وكانت نسبة 3.1% من العائلات ونسبة 5.9% من السكان تحت خط الفقر، وكان من هؤلاء نسبة 4.5% تحت سن الثامنة عشر ونسبة 0% في الخامسة والستين من العمر وما فوق.

### تعداد عام 2010
بلغ عدد سكان فيرتون 1,264 نسمة بحسب تعداد عام 2010، وبلغ عدد الأسر 529 أسرة وعدد العائلات 354 عائلة مقيمة في المنطقة السكنية. في حين سجلت الكثافة السكانية 163.3 نسمة لكل كيلومتر مربع (422.9/ميل2). وبلغ عدد الوحدات السكنية 573 وحدة بمتوسط كثافة قدره 74 لكل كيلومتر مربع (191.7/ميل2).
وتوزع التركيب العرقي للمنطقة السكنية بنسبة 71.76% من البيض و12.82% من الأمريكيين الأفارقة و4.83% من الأمريكيين الأصليين و0.71% من الأمريكيين ذوي الأصول الآسيوية و4.03% من الأعراق الأخرى و5.85% من عرقين مختلطين أو أكثر و8.07% من الهسبانيون أو اللاتينيون من أي عرق.
بلغ عدد الأسر 529 أسرة كانت نسبة 28.2% منها لديها أطفال تحت سن الثامنة عشر تعيش معهم، وبلغت نسبة الأزواج القاطنين مع بعضهم البعض 45.4% من أصل المجموع الكلي للأسر، ونسبة 16.3% من الأسر كان لديها معيلات من الإناث دون وجود شريك، بينما كانت نسبة 5.3% من الأسر لديها معيلون من الذكور دون وجود شريكة وكانت نسبة 33.1% من غير العائلات. تألفت نسبة 28.4% من أصل جميع الأسر من عدة أفراد يعيشون في نفس المنزل ونسبة 12.7% كانت تتألف من شخص يعيش بمفرده يبلغ من العمر 65 عاماً أو أكثر. وبلغ متوسط حجم الأسرة المعيشية 2.39، أما متوسط حجم العائلات فبلغ 2.90.
بلغ العمر الوسطي للسكان 43.7 عاماً. وكانت نسبة 20.1% من القاطنين تحت سن الثامنة عشر، وكانت نسبة 8.7% بين الثامنة عشر والرابعة والعشرين عاماً، ونسبة 23.3% كانت واقعةً في الفئة العمرية ما بين الخامسة والعشرين والرابعة والأربعين عاماً، ونسبة 29.4% كانت ما بين الخامسة والأربعين والرابعة والستين، ونسبة 18.6% كانت ضمن فئة الخامسة والستين عاماً فما فوق. وتوزع التركيب الجنسي للسكان بنسبة 48.1% ذكور و51.9% إناث.